# 何劍暉

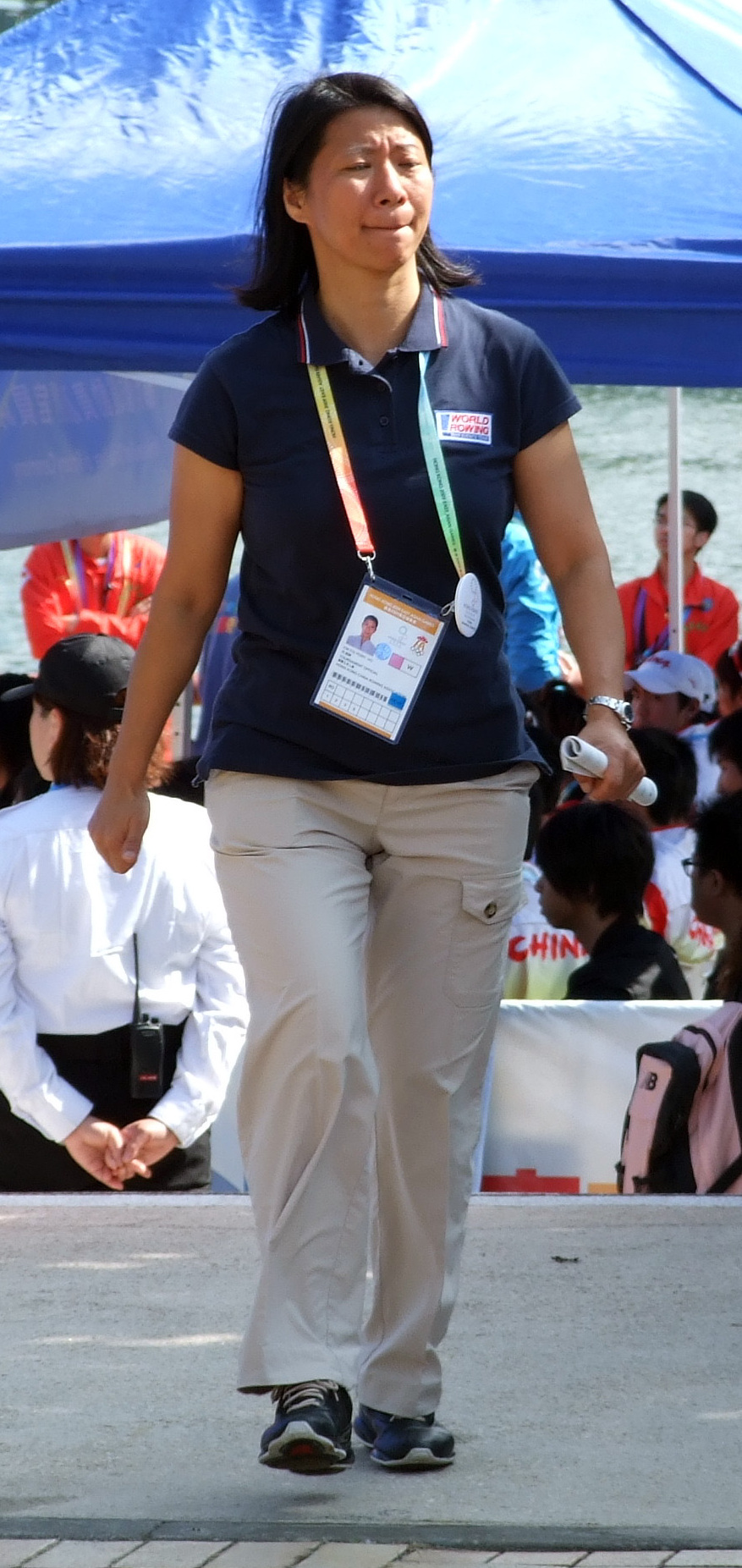
何劍暉

何劍暉（Fay HO, Kim Fai，1962年11月27日—），香港女子赛艇運動員，1993年東亞運動會女子單人雙槳艇金牌得主，是香港東亞運「第1金」，她在1994年亞洲運動會再奪得一面銀牌，前香港弱智人士體育協會執行總監，其夫白勵（Chris Perry）是香港賽艇隊總教練，她是2009年東亞運動會開幕禮的8名持旗手之一。

## 生平
何劍暉自小希望成為出色運動員，跟爸爸玩戶外活動，有「黑妹」之名。1983年香港獨木舟總會招攬女年青運動員參賽1984年洛杉磯奧運會，她報名參加集訓，經過積極苦練，何劍暉出線代表香港隊參賽，惟水準與世界級相差很遠，未能取得成績。
1987年已24歲的何劍暉才由獨木舟轉項參加赛艇，當時她仍任職教師，業餘練習划艇，參賽1990年北京亞運會無功而回。返港後她總結失敗原因，認為業餘參賽未能全力以赴，於是她毅然放下工作全心划艇。1988年與其教練白勵結婚。1993年，何劍暉終於獲上海東亞運動會女子輕量級單人划艇金牌；1994年再獲廣島亞運會女子單人划艇銀牌。她於1996年退役。

## 外部連結
- 耐力戰勝一切 培育香港體壇下一代──划艇精英何劍暉（页面存档备份，存于）
- 港協暨奧委會：獎牌榜
- 港將划艇苦與樂 星之約會：見證城門河日與夜